# 아레나 폰치 노바
아레나 폰치 노바는 브라질 바이아주 사우바도르에 위치한 경기장이다.
2014년 FIFA 월드컵 경기가 열릴 경기장으로 선정되면서 기존 경기장이 철거된 자리에 재건축하였다. 2010년에 착공하여 2013년 4월 7일에 개장했다. EC 바이아의 홈 구장이다.
2014년 FIFA 월드컵 이후에는 리우 올림픽 축구, 2019년 코파 아메리카 경기도 이 곳에서 열렸다.

## 갤러리

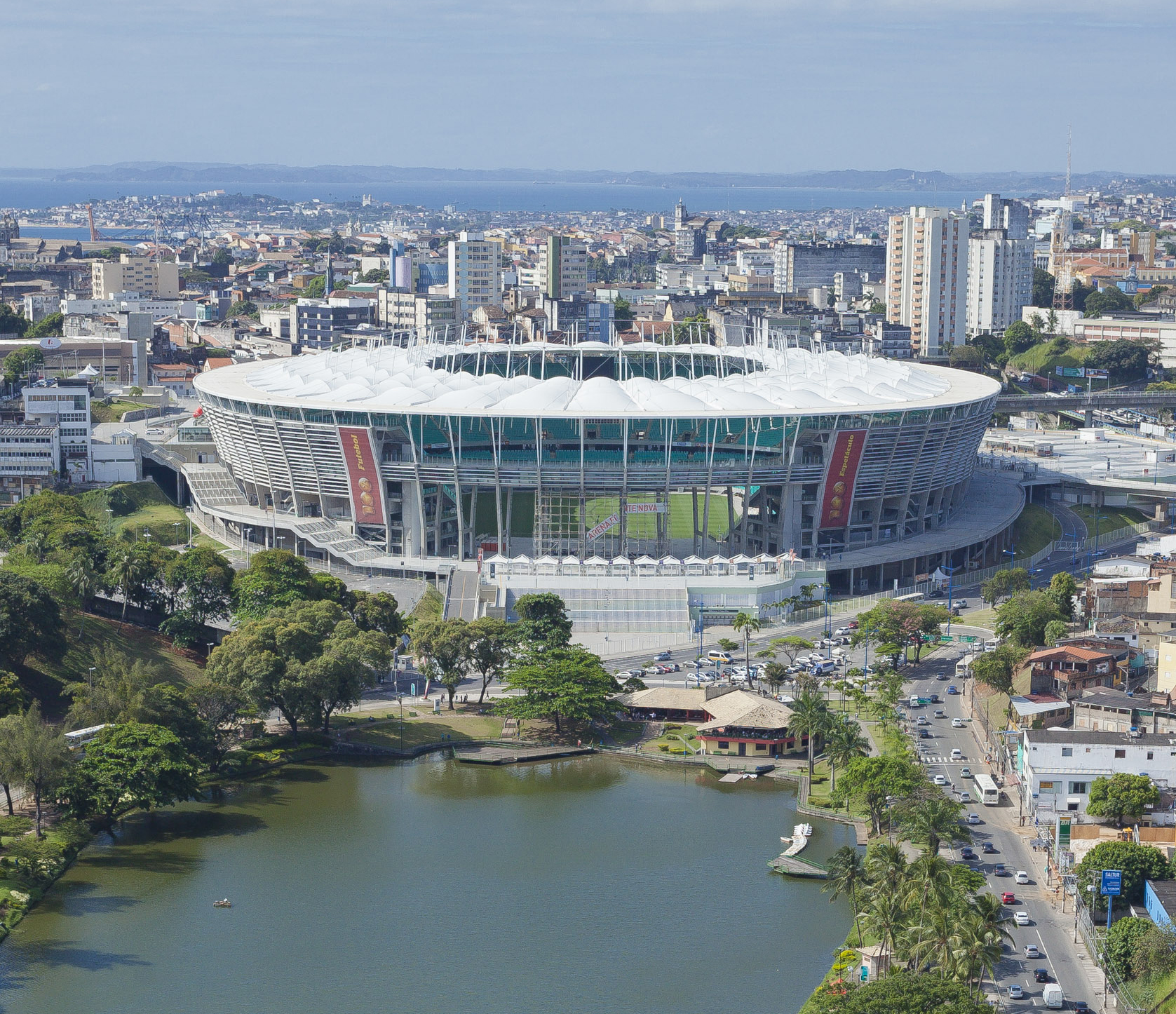
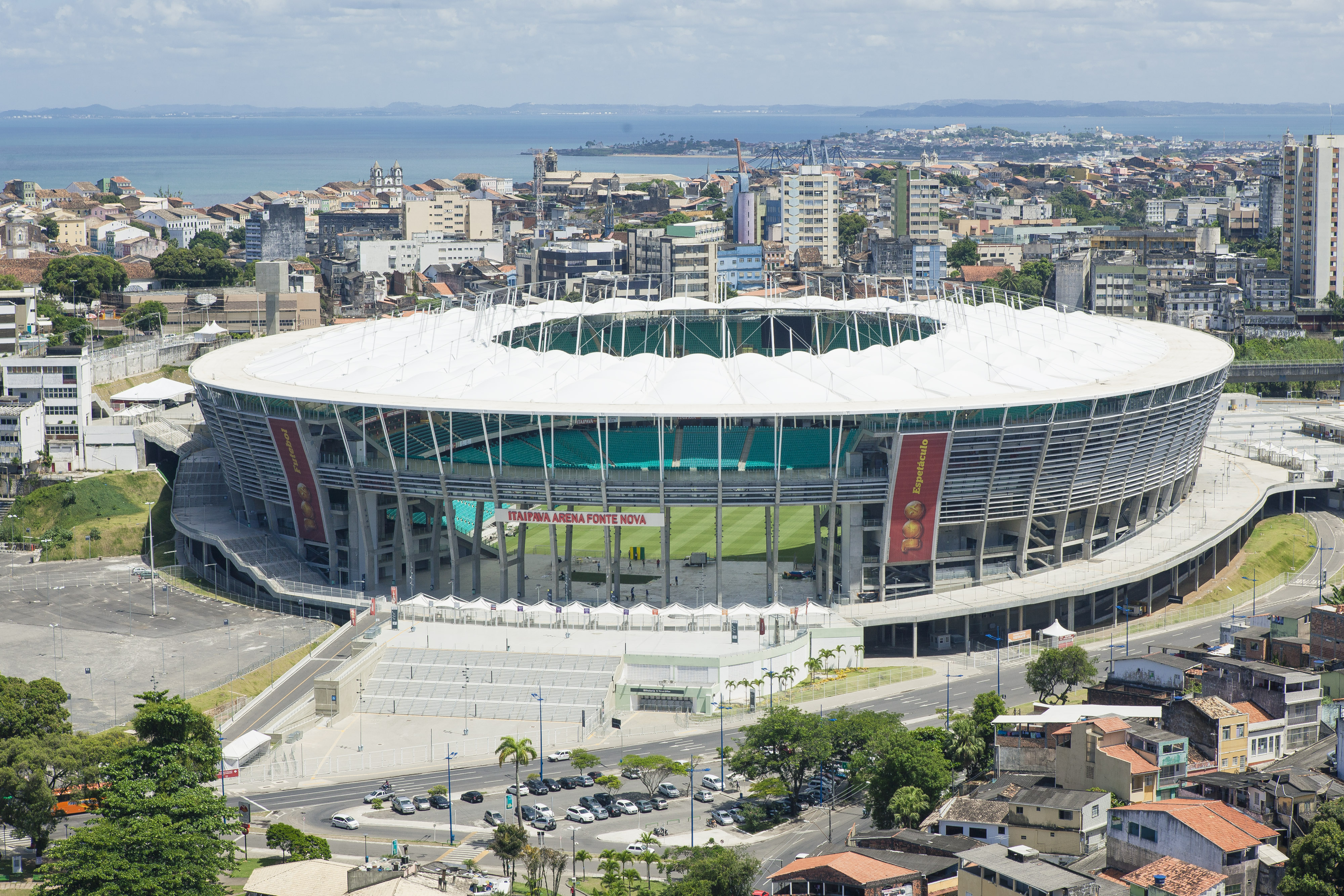
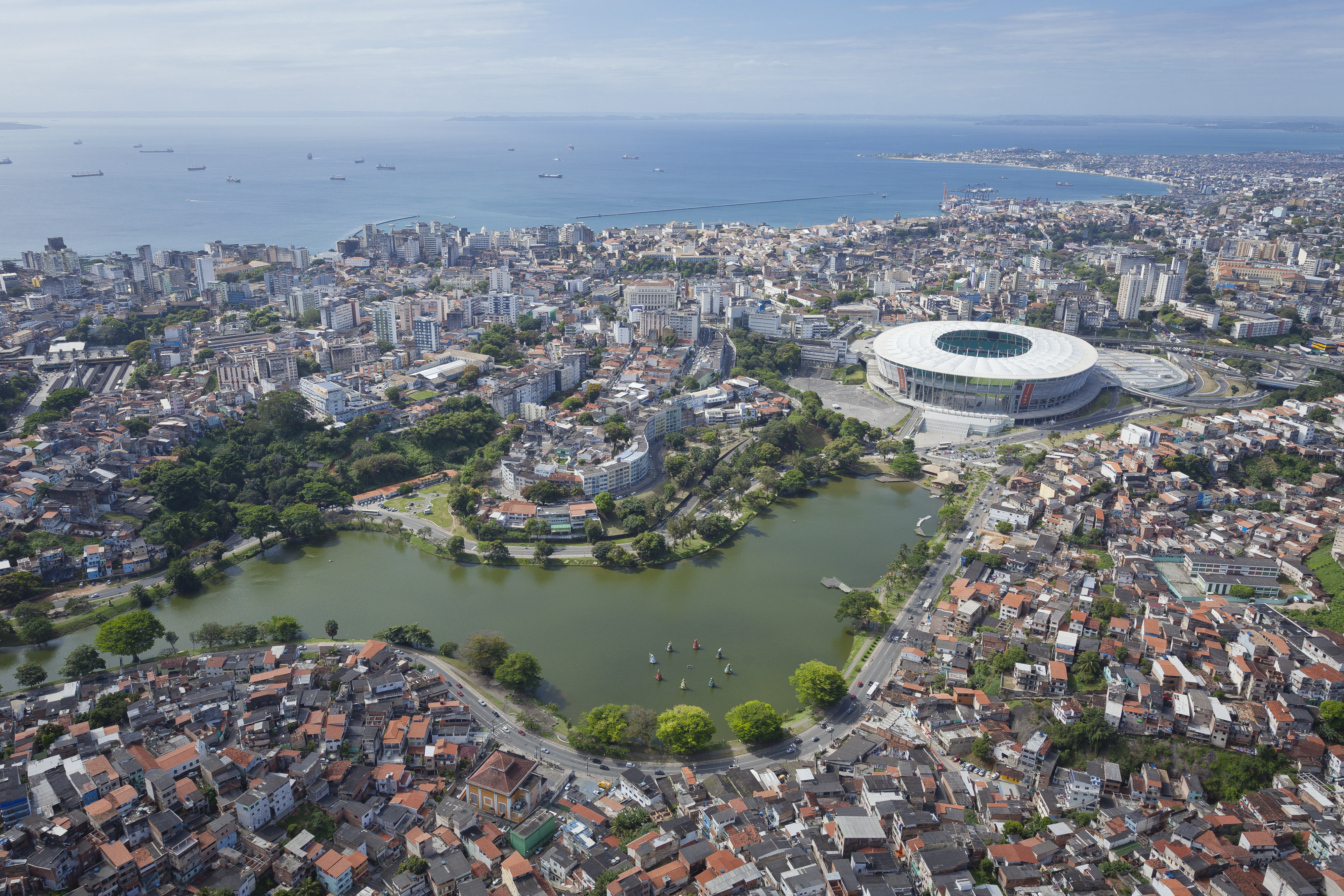
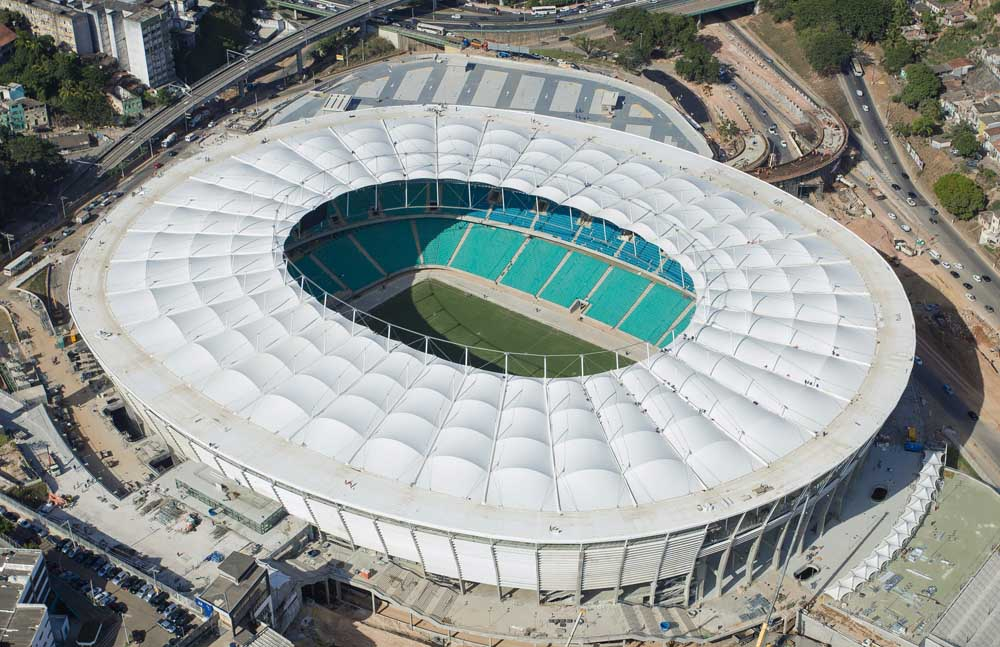
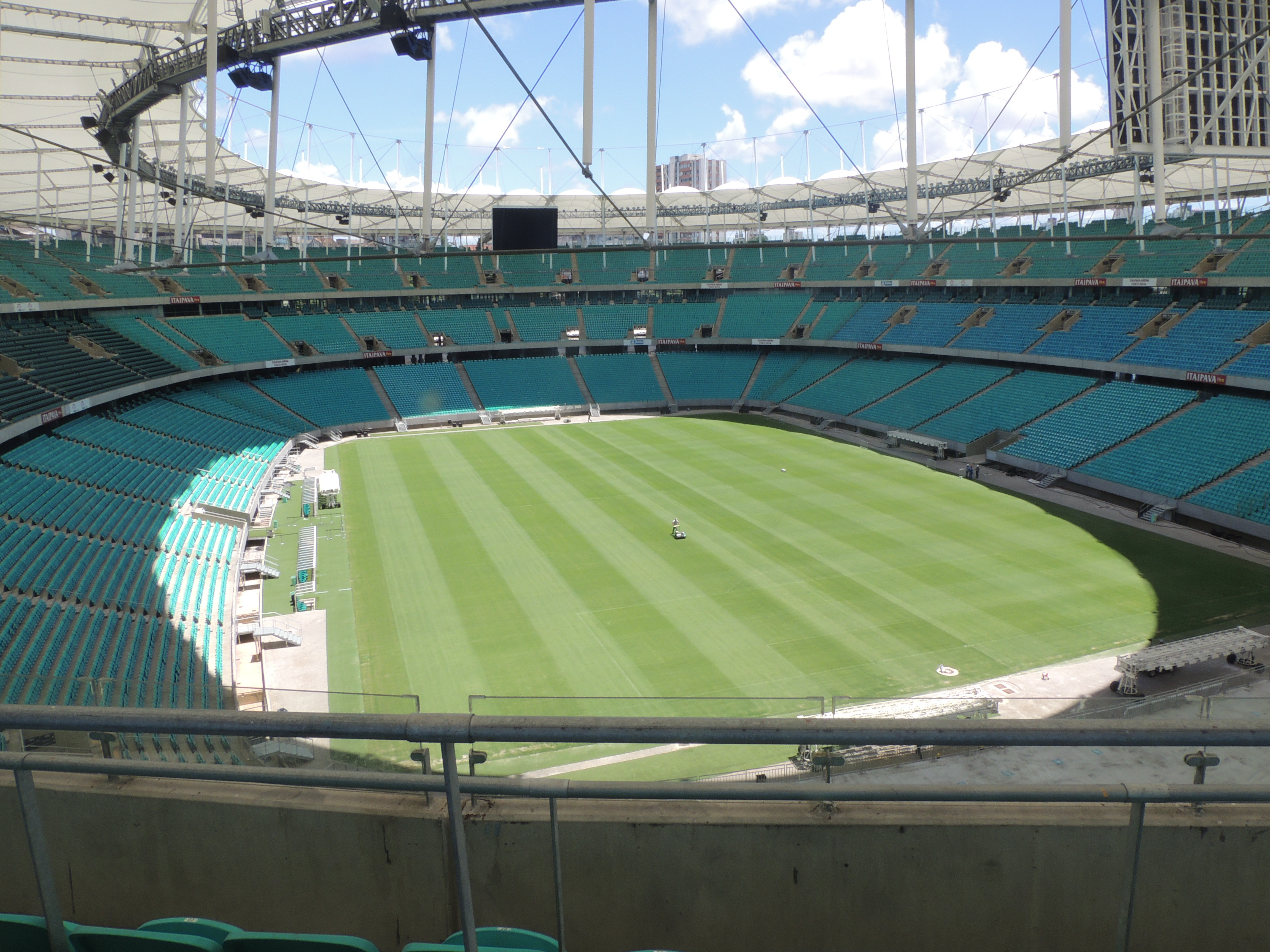
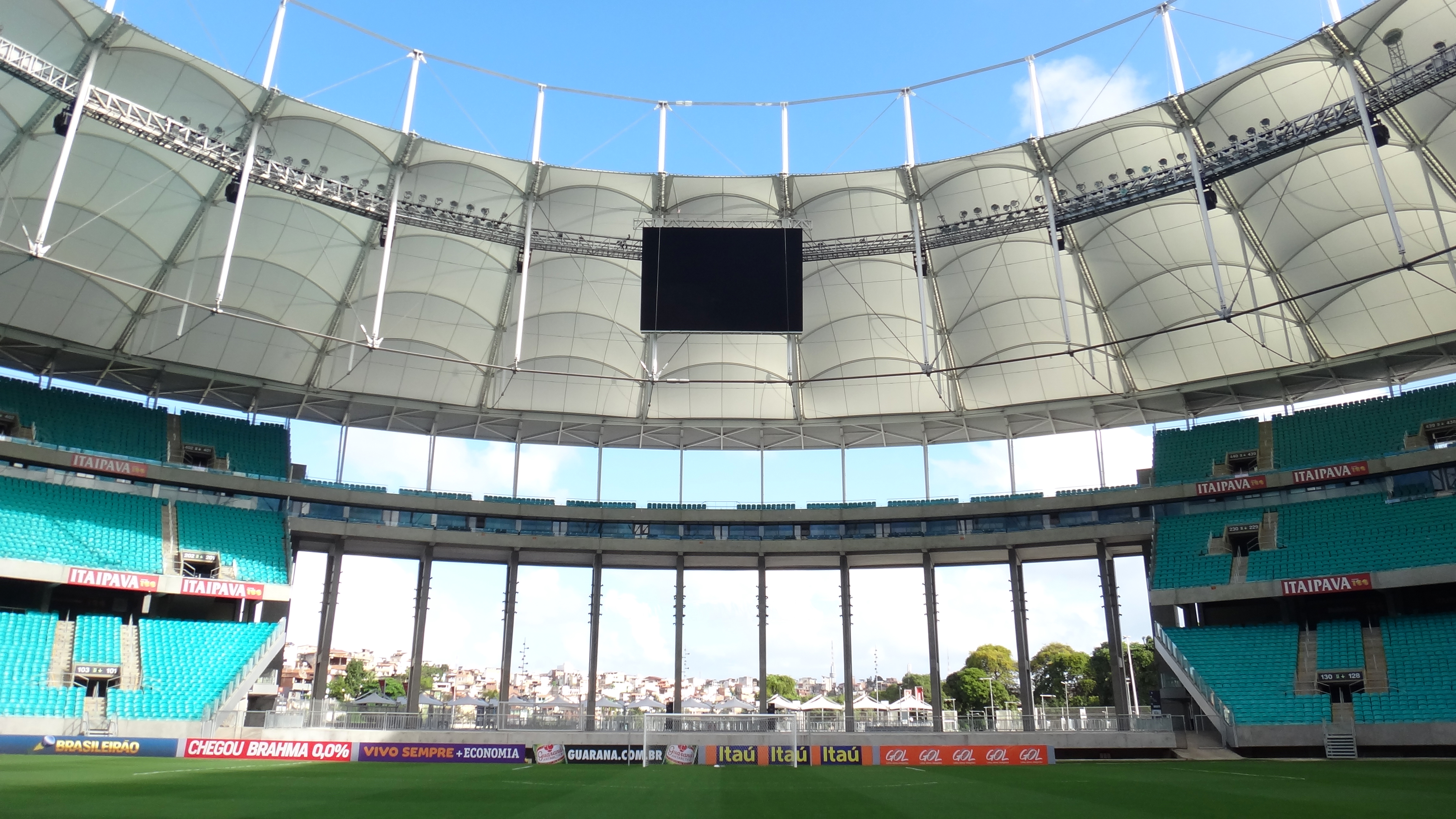
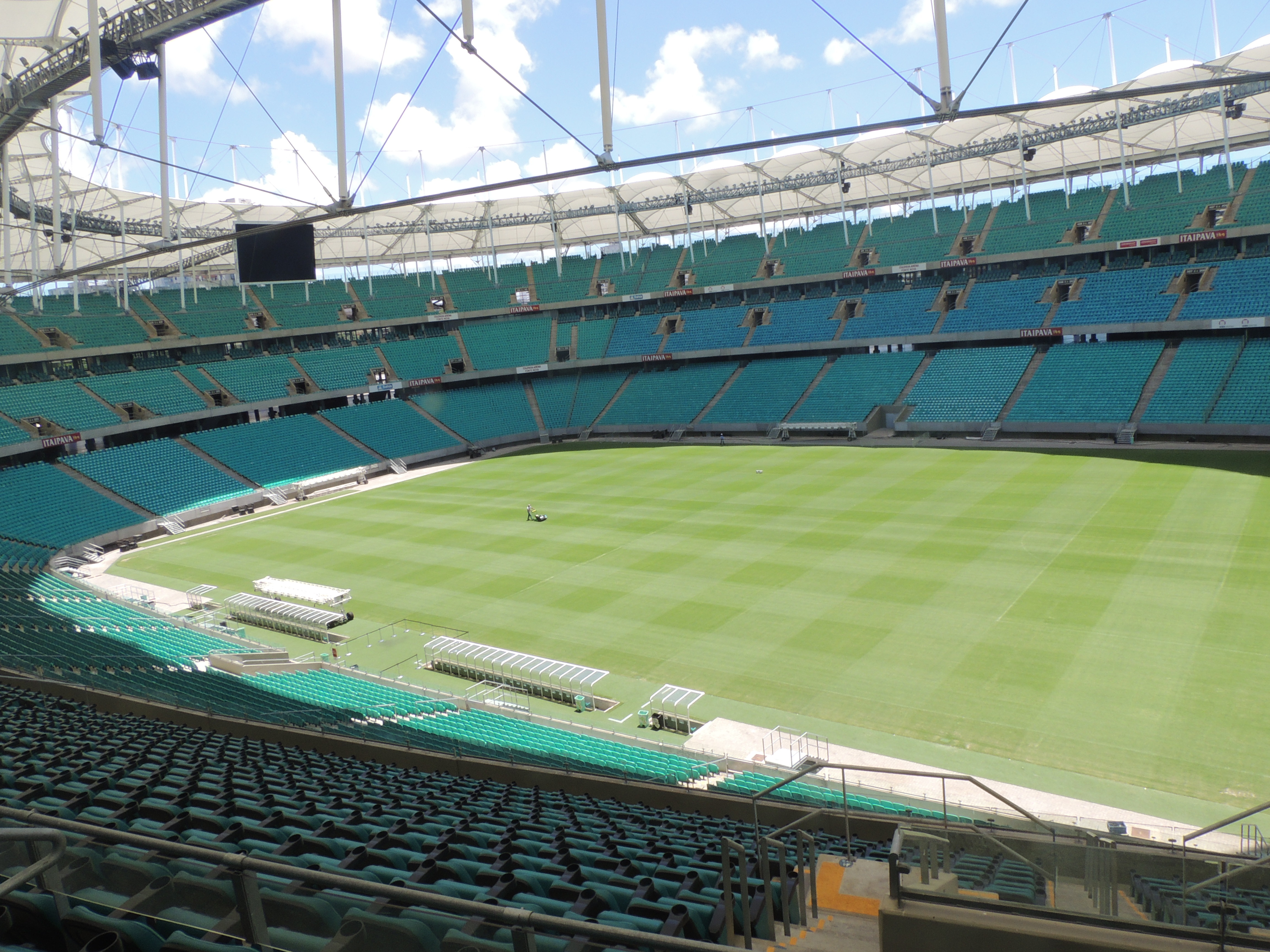
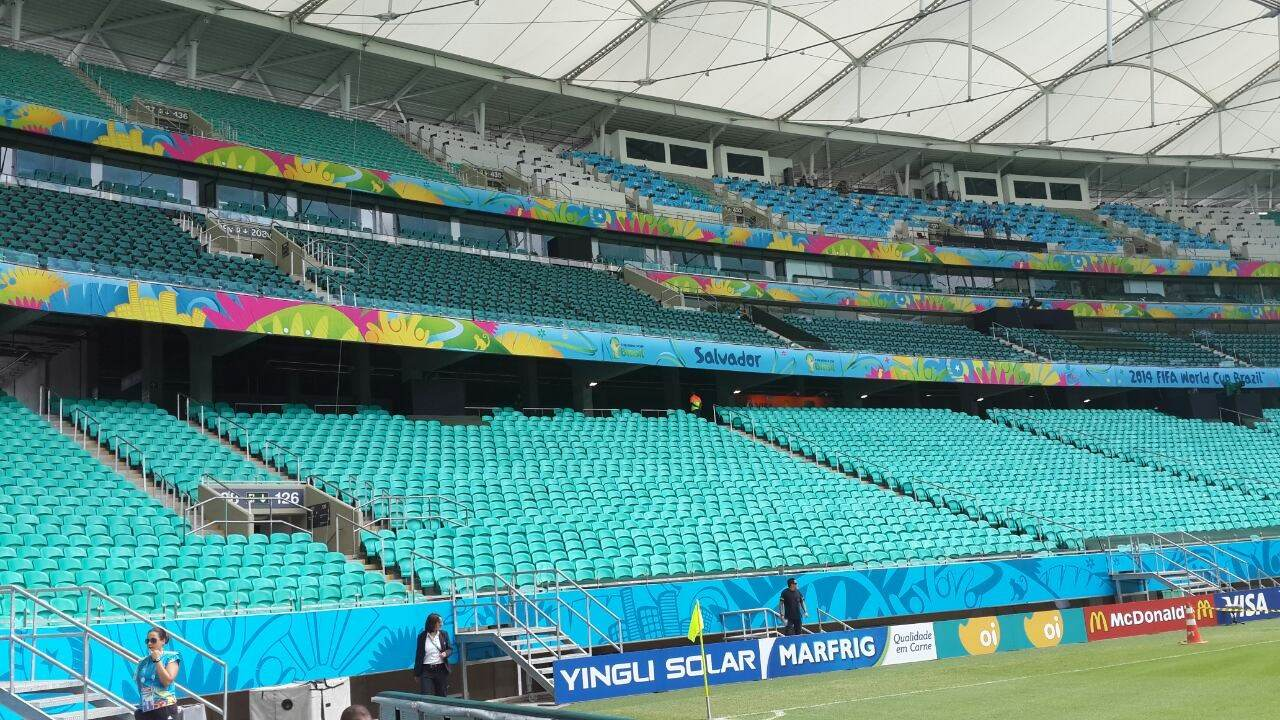
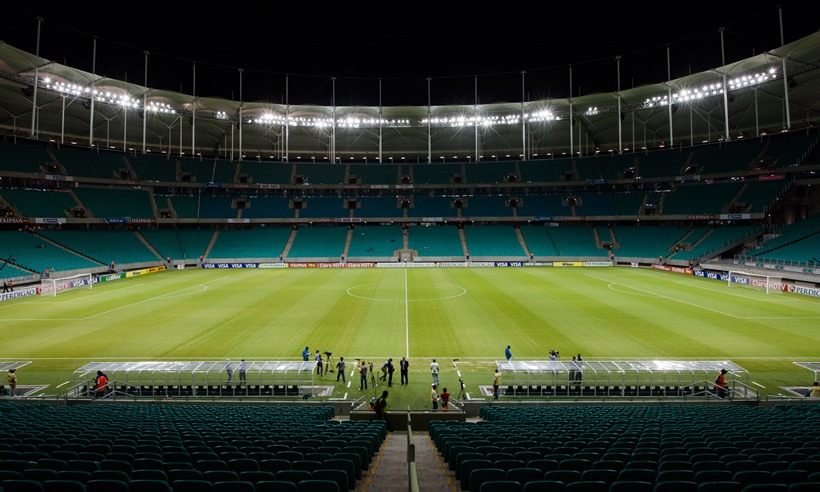
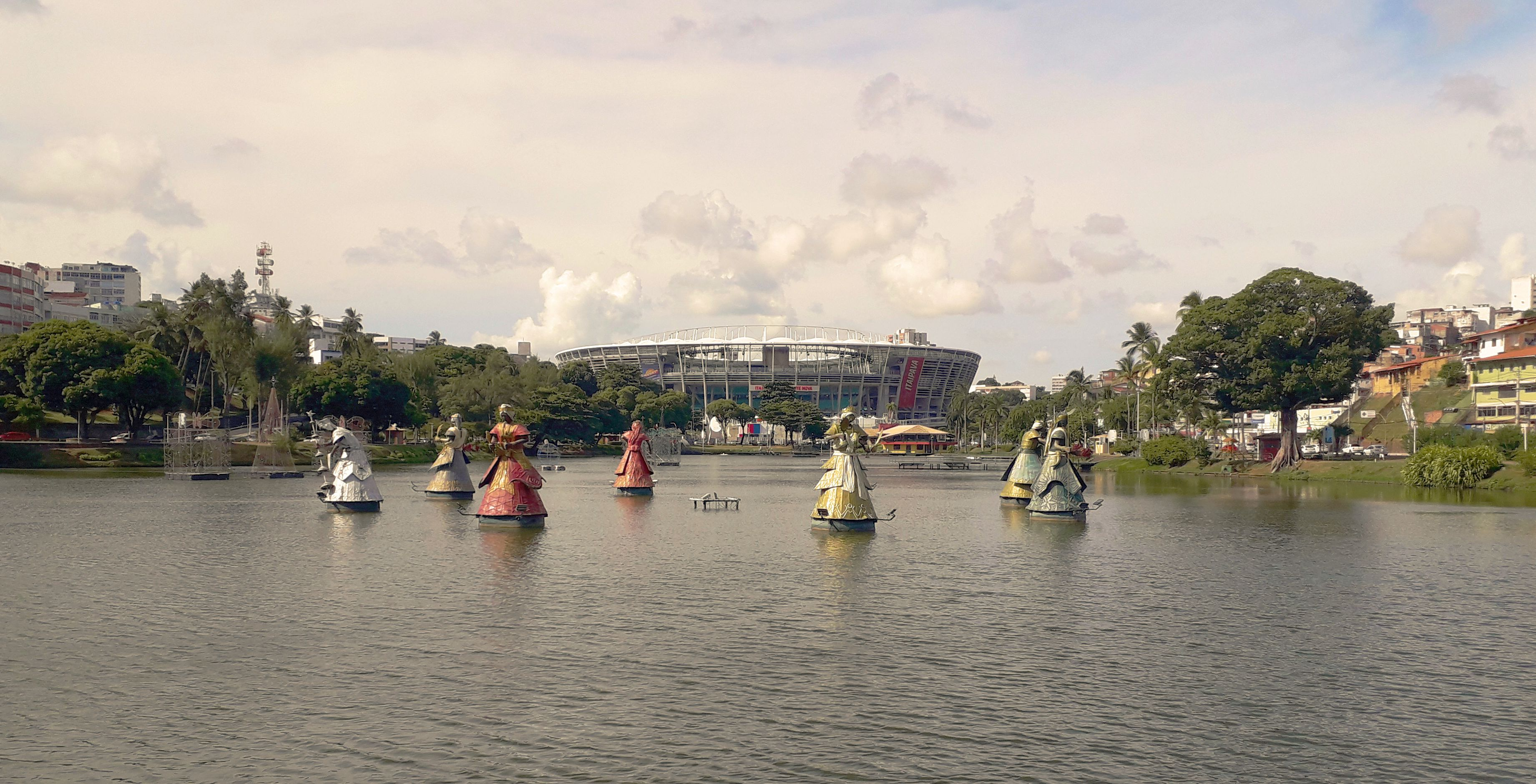

## 2014년 FIFA 월드컵일정
| 날짜       | 시간 (UTC-3) | 팀 #1                 | 결과         | 팀 #2      | 대회   | 관중   |
| ---------- | ------------ | --------------------- | ------------ | ---------- | ------ | ------ |
| 2014-06-13 | 16:00        | 스페인                | 1-5          | 네덜란드   | B조    | 48,173 |
| 2014-06-16 | 13:00        | 독일                  | 4-0          | 포르투갈   | G조    | 51,081 |
| 2014-06-20 | 16:00        | 스위스                | 2-5          | 프랑스     | E조    | 51,003 |
| 2014-06-25 | 13:00        | 보스니아 헤르체고비나 | 3-1          | 이란       | F조    | 48,011 |
| 2014-07-01 | 17:00        | 벨기에                | 2-1 (연장)   | 미국       | 16강전 | 51,227 |
| 2014-07-05 | 17:00        | 네덜란드              | 0-0 (4-3 PK) | 코스타리카 | 8강전  | 51,179 |

## 2016년 하계 올림픽일정
| 날짜       | 시간 (UTC-3) | 팀 #1      | 결과 | 팀 #2    | 대회 | 관중   |
| ---------- | ------------ | ---------- | ---- | -------- | ---- | ------ |
| 2016-08-04 | 17:00        | 멕시코     | 2-2  | 독일     | C조  | 16,500 |
| 2016-08-04 | 20:00        | 피지       | 0-8  | 대한민국 | C조  | 16,000 |
| 2016-08-07 | 13:00        | 피지       | 1-5  | 멕시코   | C조  | 11,200 |
| 2016-08-07 | 16:00        | 독일       | 3-3  | 대한민국 | C조  | 17,121 |
| 2016-08-10 | 19:00        | 일본       | 1-0  | 스웨덴   | B조  | 17,821 |
| 2016-08-10 | 22:00        | 덴마크     | 0-4  | 브라질   | A조  | 41,067 |
| 2016-08-13 | 19:00        | 나이지리아 | 2-0  | 덴마크   | 8강  | 30,307 |

## 역사

### 구 경기장
이스타지우 폰치 노바(포르투갈어: Estádio Fonte Nova) 또는 이스타지우 옥타비우 망가베이라(포르투갈어: Estádio Octávio Mangabeira)는 브라질 사우바도르에 위던 경기장으로 EC 바이아와 EC 비토리아의 홈 구장으로 사용되었다. 2014년 FIFA 월드컵 경기장을 새로 짓기 위해서 2006년 11월 26일에 폐장되었고, 2010년 10월에 철거되었다.